# Nora Steen
Nora Steen (* 1976 in Braunschweig) ist eine evangelisch-lutherische Geistliche. Seit dem 1. November 2023 ist sie Bischöfin im Sprengel Schleswig und Holstein der Nordkirche. Zuvor wurde sie bekannt als Sprecherin des Wortes zum Sonntag und Predigerin im Schlussgottesdienst des 35. Evangelischen Kirchentags in Stuttgart.

## Leben
Nach bestandenem Abitur 1996 an der Gaußschule in Braunschweig arbeitete Nora Steen im Rahmen eines sozialen Jahrs in Südindien und studierte anschließend in Leipzig, Berlin und Göttingen Evangelische Theologie. Ihre Arbeit zum Zweiten Theologischen Examen schrieb Steen über die Spätfolgen traumatischer Belastungen bei ehemaligen Kriegskindern. Nebenbei studierte Steen an der Fern-Universität Hagen Rechtswissenschaften.
Sie arbeitete nach dem kirchlichen Vikariat in Hameln als Studienleiterin im Ökumenischen Institut Bossey bei Genf mit dem Schwerpunkt interkultureller Dialog. Von 2007 bis 2010 war sie Geschäftsführerin des Kulturjahres „Michaelis2010“, dem 1000. Jubiläum der Weltkulturerbekirche St. Michaelis in Hildesheim. Danach leitete sie das „Haus der Stille“ im evangelischen Kloster Wülfinghausen bei Springe. Ihre Theologie ist geprägt von politischen sowie spirituellen Einflüssen. Auf dem 35. Deutschen Evangelischen Kirchentag in Stuttgart hielt sie die Abschlusspredigt über König Salomo, der sich ein „hörendes Herz“ wünschte (1 Kön 3,5–14 ).
Nora Steen arbeitete ab 2013 mit der Firma Spiritual Consulting der Pastoren Ralf Reuter und Peer-Detlev Schladebusch aus Hannover zusammen. Dort war sie im Coaching, in der seelsorgerlichen Begleitung von Führungskräften und in der Durchführung von „Auszeiten“ tätig. Im Schuljahr 2014/2015 war sie Lehrerin am Gymnasium Andreanum, wo sie auch Schulpastorin war.
Steen lebte mit ihrem Mann und zwei Töchtern bis Mitte 2018 in Lissabon, wo sie zusammen mit ihrem Mann die Deutsche Evangelische Kirchengemeinde betreute. Seit August 2018 war sie theologische Leiterin des Christian Jensen Kollegs der Evangelisch-Lutherischen Kirche in Norddeutschland in Breklum.
Am 24. Juni 2023 wurde sie zur Bischöfin des Sprengels Schleswig und Holstein der Nordkirche gewählt. Ihre Amtszeit begann am 1. November 2023; die gottesdienstliche Einführung erfolgte am 5. November im Schleswiger Dom.

## Mediale Arbeit
Steen ist seit 2009 einer größeren Öffentlichkeit durch ihre Tätigkeit als Sprecherin von morgendlichen Radio-Andachten bekannt, die auf NDR Kultur und NDR Info ausgestrahlt wurden. Seit 2011 spricht Steen auch im Fernsehen Das Wort zum Sonntag auf Das Erste.

## Veröffentlichungen
- Das Wort zum Alltag. Meine Woche mit Gott. Camino-Verlag, Stuttgart 2015.
- Reich gedeckt. 52 Herzensstärkungen. Neukirchener Aussaat, Neukirchen-Vluyn 2016.